# Dasymutilla
Dasymutilla (лат.) — род ос-немок (бархатных муравьёв) из подсемейства Sphaeropthalminae (триба Pseudomethocini).

## Распространение
Северная и Южная Америка.

## Описание
Мелкие и среднего размера пушистые осы-немки, длина тела от 5 до 25 мм, обладающие яркой окраской и сильным жалом. Основная окраска от оранжево-красной до коричнево-чёрной. Жвалы прямые. Сложные глаза полусферической формы. Брюшко узловидное с петиолем, соединяющим его с грудкой. Голени средней пары ног самцов с двумя шпорами. Пигидиальное поле самок хорошо развито. Характерен половой диморфизм: самки бескрылые (жгутик усика из 10 члеников, в брюшке 6 тергитов), самцы крылатые (11, 7). Паразиты в гнёздах жалящих перепончатокрылых насекомых (различных ос и пчёл), где они откладывают свои яйца в личинки хозяев этого гнезда. Личинки ос-немок питаются личинками хозяев в их гнёздах и там же окукливаются. Имаго питаются нектаром.
- Dasymutilla gloriosa, самка
- D. gloriosa, самец
- Dasymutilla sp.

## Классификация
Около 200 видов. Первый вид рода был описан ещё в 1758 году шведским натуралистом Карлом Линнеем: Dasymutilla occidentalis (Linnaeus, 1758). Род как самостоятельная таксономическая единица был впервые описан в 1899 году американским гименоптерологом Уильямом Эшмидом (Ashmead W. H., 1855—1908). Типовым видов обозначен Mutilla (Sphaeropthalma) gorgon Blake. Валидный статус рода был подтверждён в ходе родовой ревизии в 2007 году американскими энтомологами Дональдом Мэнли (Manley D. G.) и Джеймсом Питтсом (Pitts J. P., Университета штата Юта, Logan, Юта).
Видовая группа Dasymutilla monticola species-group включает виды D. vesta, D. arenerronea, D. archboldi, D. birkmani, D. bonita, D. canella, D. eurynome, D. macilenta, D. radkei, D. saetigera, D. monticola. Видовая группа Dasymutilla paradoxa species-group включает 8 видов, в том числе из рода Traumatomutilla  André, 1901: D. fasciventris, D. guanacaste, D. naranjo, D. paradoxa (Traumatomutilla), D. paraparadoxa, D. phya (Traumatomutilla), D. relata, D. sliepniri.
- D. alesia
- D. archboldi
- D. arenivaga
- D. arenerronea
- D. asopus
- D. aureola
- D. argentea
- D. atrata
- D. baleygi
- D. batui
- D. bellatrix
- D. bimaculata
- D. birkmani
- D. boharti
- D. brazilia
- D. buenavista
- D. bioculata
- D. bonita
- D. californica
- D. calorata
- D. canella
- D. chattahoochei
- D. chiron
- D. chisos
- D. coccineohirta
- D. creon
- D. creusa
- D. campogrande
- D. chalcocephala
- D. chilcotti
- D. chionothrix
- D. cirrhomeris
- D. concordia
- D. dilucida
- D. erythrina
- D. eurynome
- D. fasciventris
  - =D.citromaculosa
  - =D. chamela
- D. foxi
- D. gibbosa
- D. gloriosa
- D. gorgon
- D. guanacaste
- D. heliophila
- D. fimbriata
- D. griswoldi
- D. guanacaste
- D. impressa
- D. ionothorax
- D. klugii
- D. lepeletierii
- D. leve
- D. loreto
- D. macilenta
- D. mazatlanorum
- D. mirabilis
- D. mirapenis
- D. modgudi
- D. monstrosa
- D. naranjo
- D. niphopilis
- D. nocticaro
- D. magnifica
- D. meracula
- D. monticola
- D. mutata
- D. nigricauda
- D. nigripes
- D. nitidula
- D. nocturna
- D. nogalensis
- D. occidentalis
- D. ocyrae
- D. paradoxa
- D. paraparadoxa
- D. parkerorum
- D. phya
- D. proclea
- D. pulchra
- D. pyrrhus
- D. quadriguttata
- D. radkei
- D. relata,
- D. rufipilis
- D. sackenii
- D. saetigera
- D. scaber
- D. scaevola
- D. sicheliana
- D. sinaloa
- D. sleipniri
- D. sliepniri
- D. spilota
- D. spiniscapula
- D. thetis
- D. toluca
- D. tomasi
- D. truxali
- D. twegeni
- D. veracruz
- D. vesta
- D. vestita
- D. wasbaueri
- D. whartoni
- D. zoster
- другие